# Volker Krappen
Volker Krappen (* 10. Dezember 1963 in Hamburg) ist ein deutscher Autor und Filmproduzent.

## Leben
Volker Krappen studierte Bildende Kunst und Germanistik in Hamburg. Ab 1994 arbeitete er als Werbetexter, seit 2000 als Buch- und Drehbuchautor. 2001 gründete er zusammen mit der Nachwuchsproduzentin Claudia Krebs die Filmproduktion Krebs & Krappen in Hamburg. 
Er war Drehbuchautor und Koproduzent des auf der Berlinale 2006 uraufgeführten Abenteuerspielfilms Lapislazuli – Im Auge des Bären. Der Film lief im Verleih der 20th Century Fox im Kino und erhielt als Bester Kinderfilm den Audience Award beim Mill Valley Filmfestival San Francisco 2006. Die für das Erste Deutsche Fernsehen produzierte romantische Komödie Woran dein Herz hängt wurde 2009 erstausgestrahlt. 2010 entstand nach seinem Drehbuch das romantische TV-Drama Eine halbe Ewigkeit. Der Film wurde auf dem Filmfest München 2011 uraufgeführt, Cornelia Froboess erhielt als Beste Darstellerin eine Nominierung für den Hessischen Fernsehpreis 2011. Er schrieb das Drehbuch für den 2012 produzierten Fernsehfilm Kleine Schiffe. Der Film wurde als Bester TV-Spielfilm national für den Jupiter Award 2014 nominiert. Für den 2014 erstausgestrahlten Tatort – Kaltstart schrieb er das Drehbuch (mit Koautor Raimund Maessen). Er schrieb und produzierte den 2015 erstgesendeten TV-Film Vier kriegen ein Kind. Seine Komödie Vadder, Kutter, Sohn wurde auf dem Filmfest München 2017 (unter dem Titel Leider verwandt) uraufgeführt und 2017 erstausgestrahlt. Die nach seinem Drehbuch für Das Erste produzierte Komödie Viele Kühe und ein schwarzes Schaf hatte 2020 ihre TV-Premiere. Er schrieb und produzierte das TV-Filmdrama Mutter, Kutter, Kind, das auf dem Filmfest Hamburg 2021 uraufgeführt wurde. Ebenso war er Drehbuchautor und Produzent der Filme  Feuerwehrfrauen – Phönix aus der Asche und Feuerwehrfrauen – Heim gesucht, die 2024 im Ersten erstausgestrahlt wurden.

## Werke

### Buchautor
- Schnauzlock Hops und Doktor Wuffson, 2001
- Lapislazuli – Im Auge des Bären, 2006

### Drehbuchautor
- Lapislazuli – Im Auge des Bären, 2006
- Woran dein Herz hängt, 2009
- Eine halbe Ewigkeit, 2011
- Kleine Schiffe, 2012
- Tatort – Kaltstart, 2014
- Vier kriegen ein Kind, 2015
- Vadder, Kutter, Sohn, 2017
- SOKO Wismar: Eheversprechen, 2017
- SOKO Wismar: Schuldbekenntnis, 2019
- Viele Kühe und ein schwarzes Schaf, 2020
- Mutter, Kutter, Kind, 2021
- Feuerwehrfrauen: Phönix aus der Asche, 2024[1]
- Feuerwehrfrauen: Heim gesucht, 2024[2]

### Produzent
- Lapislazuli – Im Auge des Bären, 2006 (Koproduzent)
- Woran dein Herz hängt, 2009
- Eine halbe Ewigkeit, 2011
- Kleine Schiffe, 2012
- Vier kriegen ein Kind, 2015
- Vadder, Kutter, Sohn, 2017
- Viele Kühe und ein schwarzes Schaf, 2020
- Mutter, Kutter, Kind, 2021
- Feuerwehrfrauen: Phönix aus der Asche, 2024
- Feuerwehrfrauen: Heim gesucht, 2024